# Haymaneiland
Haymaneiland (Engels: Hayman Island) is een eiland gelegen aan de oostkust van Australië (Queensland) en behoort tot de archipel van de Whitsundayeilanden.
Het is het meest noordelijk gelegen eiland van de Whitsundays en heeft een oppervlakte van 4 km². Rondom het eiland liggen tal van kleine baaien en koraalstranden. Op het eiland liggen wandelpaden vanwaar men tevens uitzicht heeft over de omgeving.